# Digueillus
Digueillus was volgens de legende, zoals beschreven door Geoffrey van Monmouth, koning van Brittannië. Hij was de opvolger van koning Capoir en werd opgevolgd door zijn zoon Heli. Hij was een wijs en rechtvaardig heerser. Digueillus regeerde van 119 v.Chr. - 113 v.Chr.